# 移动网络增强逻辑的定制化应用
移动网络增强逻辑的定制化应用（Customized Applications for Mobile networks Enhanced Logic，简称CAMEL）是一系列的标准。按照设计，这些标准既可以在GSM核心网、又可以在通用移动通信系统（Universal Mobile Telecommunications System，简称UMTS）中使用。该框架为运营商提供了一系列的工具，来为GSM服务和UMTS服务定义额外的功能。CAMEL架构是基于智能网（Intelligent Network，简称IN）标准的，并且使用CAP协议。这些标准被定义在一系列的ETSI（欧洲通信标准局）技术规范中。
许多服务都可以由CAMEL来创建。当用户需要在漫游时使用这些服务时，用CAMEL来创建服务尤为有效，例如，无前缀拨号（无论用户身处哪个国家时发起呼叫，用户都拨打相同的号码），或者从国外进行无缝的多媒体短信（Multi-media Messaging Service，简称MMS，即彩信）接入。

## CAMEL网元
- GSM业务控制功能（Service Control Function）——gsmSCF
- GSM业务交换功能（Service Switching Function）——gsmSSF
- GSM特殊资源功能（Specialized Resource Function）——gsmSRF
- GPRS业务交换功能（Service Switching Function）——gprsSSF

## 规范
CAMEL规范是分阶段逐步发布的。截至2007年，一共建立了4个阶段（Phase）的规范，每一个都是基于前一个而构建的。阶段1和2是在3G网络出现之前定义的，因此它支持将IN（智能网）服务加入到一个GSM网络——尽管这些服务对于2.5G和3G网络来说也是同样可用的。阶段3是为3GPP的发行版99（R99）和发行版4（R4）定义的，因此是一个GSM和UMTS的公共规范，而阶段4则是作为3GPP发行版5（R5）的一部分定义的。
与其它的GSM规范一样，后一阶段应该与之前的各阶段完全地后向兼容。这是通过使用“事务能力应用部分”（Transaction Capabilities Application Part，简称TCAP）的“应用上下文”（ Application Context，简称AC）协商过程来实现的。每个CAMEL阶段都被分配了自己独有的AC（应用上下文）版本号。

### 阶段1
CAMEL阶段1（Phase 1）仅仅定义了非常基础的呼叫控制服务，但是向智能网（IN）中引入了CAMEL基本呼叫状态模型（Basic call state model，简称BCSM）的概念。阶段1给予了gsmSCF阻止呼叫（在呼叫连接建立之前就释放呼叫）、允许一个呼叫原样继续进行、或者在呼叫得以继续进行之前修改有限数量的呼叫参数这几个功能。gsmSCF还可以为特定的事件而监视呼叫的状态，并且在接收到该事件的通知时，做出适当的动作。
阶段1被定义为1997年的发行版96（R96）的一部分。

### 阶段2
CAMEL阶段2（Phase 2）对阶段1中定义的能力进行了增强。除了支持阶段1中的功能之外，阶段2还包括如下几点：
- 更多的事件检查点
- 用户和网络所提供的服务之间的交互，使用包括通知、语音提示，以及通过带内（in-band）交互或非结构化补充服务数据（Unstructured Supplementary Service Data，简称USSD）交互来采集数据。
- 对通话时长的控制，以及向移动台传送收费信息推荐（Advice of Charge Information）
- 向gsmSCF通知关于对补充服务的调用的能力，这些补充服务包括：直接呼叫转移（Explicit Call Transfer，简称ECT，即“无条件前转”）、呼叫转向（Call Deflection，简称CD，即“遇忙前转”），以及多方呼叫（Multi-Party Calls，简称MPTY）。
- 把来自一个服务节点的收费信息集成到呼叫记录中的能力（从而使得后处理更简单）[1]。

阶段2是作为1998年的3GPP发行版97和98（R97、R98）的一部分定义的——尽管它在发行版96（R96）的一期（stage 1）规范中就已经被提到了。

### 阶段3
CAMEL阶段3（Phase 3）增强了阶段2的能力。阶段3增加了如下能力：
- 支持防止超负荷的功能
- 支持拨入服务（Dialed Services）
- 处理移动性事件的能力，例如被叫可及/不可及，以及漫游
- 控制GPRS会话和PDP上下文
- 控制不论是通过电路交换还是分组交换的服务网元（serving network entities）传送的移动上行（Mobile Originated）短信。
- 与SoLSA（Support of Localised Service Area，对本地化服务区的支持）协同工作。对这种协同工作的支持不是强制的。
- 当调用“正忙用户当前呼叫已结束”（Call Completion to Busy Subscriber，简称CCBS）这个补充业务时，gsmSCF可以得到通知[2]。

阶段3是作为1999年的3GPP发行版99（R99）和发行版4（R4）的一部分而发布的。

### 阶段4
CAMEL阶段4（Phase 4）是在阶段3的能力之上构建的，它定义了如下的功能：
- 支持电路交换的移动到移动的呼叫的最佳路由（Optimal Routing）
- gsmSCF在已建立的呼叫中再加入一个通话方的能力（Call Party Handling，呼叫方控制）
- gsmSCF创建一个不与任何其他已建立的呼叫有任何关联的新呼叫的能力（Call Party Handling - new call，呼叫方控制-新呼叫）
- 增强的呼叫方连接的处理的能力（呼叫方控制）
- 控制不论是通过电路交换还是分组交换的服务网元传送的移动下行（Mobile Terminated）短信的能力
- gsmSCF控制IP多媒体子系统（IP Multimedia Subsystem简称IMS）中的会话的能力[2]。
- gsmSCF可以请求gsmSSF播放一个固定或可变顺序的音频（tones）的能力

对于CAMEL阶段4来说，在完全支持CAMEL阶段3的基础上，可以仅支持有限的新功能子集。
阶段4在2002年作为3GPP发行版5（R5）的一部分被发布。